# 多瑙-里斯县
多瑙-里斯县（Landkreis Donau-Ries）是德国巴伐利亚州的一个县，隶属于施瓦本行政区，首府多瑙沃特。

## 華語譯名
由於兩岸對於德國行政區「Landkreis」翻譯的不同，台灣稱為「多瑙-里斯郡」；中國大陸稱為「多瑙-里斯縣」。